# Saša Anočić
Saša Anočić (Osijek, 19. svibnja 1968. – Zaprešić, 4. svibnja 2021.) bio je hrvatski kazališni, televizijski i filmski glumac.

## Životopis
Akademiju dramske umjetnosti završio je u Zagrebu 1998. godine. Prvo radi u HNK u Osijeku, zatim prelazi u ZKM, a 2003. postaje glumac Trešnje.
Isticao se i kao redatelj; Noževi u kokošima i To samo Bog zna su predstave koje je režirao u Teatru Exit, Kad se mi mrtvi pokoljemo u Kerempuhu, a Alisu i Pinocchia u Trešnji. Saša Anočić i Barbara Anočić imaju 3 djece.
Preminuo je iznenada u Zaprešiću 4. svibnja 2021. u 53. godini.

## Filmografija

### Televizijske uloge
- "Čista ljubav" kao Milan Lončar (2017. – 2018.)
- "Kud puklo da puklo" kao Srećko Brbota (2015. – 2016.)
- "Zakon!" kao Oliver (2009.)
- "Hitna 94" kao dr. Zoran Šimić (2008.)
- "Kad zvoni?" kao menadžer (2005.)

### Filmske uloge
- "Zagreb Cappuccino" kao muškarac u baru (2014.)
- "Kauboji" kao Saša (2013.)
- "Koko i duhovi" kao Vladislav Brnčić (2011.)
- "Libertango" kao Janko (2009.)
- "Crnci" kao vozač (2009.)
- "Zapamtite Vukovar" kao Siniša Glavašević (2008.)
- "Gospođa za prije" kao fotograf (2007.)
- "Armin" kao snimatelj (2007.)
- "Mrtvi kutovi" kao Darko (2005.)
- "Leti, leti" kao Krešo (2003.)
- "Prezimiti u Riju" kao Boris (2002.)
- "Chico" (2001.)
- "Anđele moj dragi" (1995.)

### Sinkronizacija
- "Potraga za Dorom" kao Marlin (2016.)
- "Zov divljine" kao Hamir (2006.)

## Vanjske poveznice
- Saša Anočić u internetskoj bazi filmova IMDb-u (engl.)